# Список національних поштових операторів
У даному списку наведено національні оператори поштового зв'язку за країнами, які є членами Всесвітнього поштового союзу.

## Африка
| Країна                           | Компанія                                               | Вебсайт                                                               |
| -------------------------------- | ------------------------------------------------------ | --------------------------------------------------------------------- |
| Алжир                            | Poste Algérie                                          | poste.dz [Архівовано 1 січня 2019 у Wayback Machine.]                 |
| Ангола                           | Correios de Angola                                     | correiosdeangola.co.ao [Архівовано 25 серпня 2017 у Wayback Machine.] |
| Бенін                            | La Poste du Bénin                                      | laposte.bj [Архівовано 1 січня 2019 у Wayback Machine.]               |
| Ботсвана                         | BotswanaPost                                           | botspost.co.bw [Архівовано 12 березня 2010 у Wayback Machine.]        |
| Буркіна-Фасо                     | SONAPOST                                               | sonapost.bf [Архівовано 25 травня 2009 у Wayback Machine.]            |
| Бурунді                          | Régie Nationale des Postes                             | poste.bi                                                              |
| Камерун                          | Campost                                                | campostonline.com [Архівовано 1 січня 2019 у Wayback Machine.]        |
| Кабо-Верде                       | Correios de Cabo Verde                                 | correios.cv [Архівовано 8 квітня 2015 у Wayback Machine.]             |
| Центральноафриканська Республіка | Пошта Центральної Африки                               |                                                                       |
| Чад                              | Пошта Чаду                                             |                                                                       |
| Кот-д'Івуар                      | La Poste (Кот-д'Івуар)                                 | laposte.ci [Архівовано 27 жовтня 2016 у Wayback Machine.]             |
| Демократична Республіка Конго    | Société des Postes et de l'épargne du Congo            |                                                                       |
| Єгипет                           | Egypt Post                                             | egyptpost.org [Архівовано 28 квітня 2020 у Wayback Machine.]          |
| Еритрея                          | Eritrean Postal Service                                | eriposta.com [Архівовано 13 квітня 2015 у Wayback Machine.]           |
| Ефіопія                          | Ethiopian Postal Service                               | ethiopostal.com [Архівовано 30 березня 2009 у Wayback Machine.]       |
| Габон                            | Gabon Poste                                            | laposte.ga                                                            |
| Гамбія                           | Gampost                                                | gampost.gm                                                            |
| Гана                             | Ghana Post                                             | ghanapost.com.gh [Архівовано 12 квітня 2019 у Wayback Machine.]       |
| Гвінея                           | Office de la Poste Guinéenne                           |                                                                       |
| Гвінея-Бісау                     | Correios da Guiné-Bissau                               |                                                                       |
| Кенія                            | Posta Kenya                                            | posta.co.ke [Архівовано 5 грудня 2018 у Wayback Machine.]             |
| Лесото                           | Lesotho Post                                           | lesothopost.org.ls                                                    |
| Ліберія                          | Міністерство пошти та зв'язку Ліберії                  | mopt.gov.lr [Архівовано 31 березня 2015 у Wayback Machine.]           |
| Лівія                            | Державна компанія пошти і телекомунікацій (Лівія)      | libyapost.ly [Архівовано 31 грудня 2018 у Wayback Machine.]           |
| Мадагаскар                       | Paositra Malagasy                                      | paositra.mg [Архівовано 22 липня 2011 у Wayback Machine.]             |
| Малаві                           | Malawi Posts Corporation                               | malawiposts.com [Архівовано 19 грудня 2018 у Wayback Machine.]        |
| Малі                             | Office national des postes du Mali                     | laposte.ml [Архівовано 21 січня 2011 у Wayback Machine.]              |
| Мавританія                       | La Société Mauritanienne des Postes                    | mauripost.mr                                                          |
| Маврикій                         | Mauritius Post                                         | mauritiuspost.mu [Архівовано 12 грудня 2018 у Wayback Machine.]       |
| Марокко                          | Poste Maroc                                            | poste.ma [Архівовано 7 листопада 2011 у Wayback Machine.]             |
| Мозамбік                         | Correios de Moçambique                                 | correios.co.mz [Архівовано 25 червня 2009 у Wayback Machine.]         |
| Намібія                          | NamPost                                                | nampost.com.na [Архівовано 1 січня 2019 у Wayback Machine.]           |
| Нігер                            | Niger Poste                                            | nigerposte.net [Архівовано 24 квітня 2015 у Wayback Machine.]         |
| Нігерія                          | Nigerian Postal Service                                | nipost.gov.ng [Архівовано 27 липня 2011 у Wayback Machine.]           |
| Південно-Африканська Республіка  | South African Post Office                              | sapo.co.za                                                            |
| Південний Судан                  | Міністерство телекомунікацій і пошти Південного Судану | motps.goss.org                                                        |
| Республіка Конго                 | Société des Postes et de l'épargne du Congo            |                                                                       |
| Руанда                           | Пошта Руанди                                           | i-posita.rw [Архівовано 26 квітня 2008 у Wayback Machine.]            |
| Свазіленд                        | Swaziland Posts and Telecommunications                 | sptc.co.sz [Архівовано 11 жовтня 2011 у Wayback Machine.]             |
| Сенегал                          | La Poste Senegal                                       | laposte.sn [Архівовано 3 січня 2015 у Wayback Machine.]               |
| Сейшельські Острови              | Seychelles Postal Service                              | seychellespost.gov.sc [Архівовано 24 квітня 2015 у Wayback Machine.]  |
| Сьєрра-Леоне                     | SALPOST                                                | salpost.sl                                                            |
| Сомалі                           | Сомалійська пошта                                      | mipt.gov.so [Архівовано 2 січня 2019 у Wayback Machine.]              |
| Судан                            | Sudapost                                               | sudapost.sd [Архівовано 2 вересня 2017 у Wayback Machine.]            |
| Танзанія                         | Tanzania Posts Corporation                             | posta.co.tz [Архівовано 11 жовтня 2014 у Wayback Machine.]            |
| Того                             | La Poste du Togo                                       | laposte.tg [Архівовано 1 січня 2019 у Wayback Machine.]               |
| Туніс                            | La Poste Tunisienne                                    | poste.tn [Архівовано 1 грудня 2019 у Wayback Machine.]                |
| Уганда                           | Posta Uganda                                           | ugapost.co.ug [Архівовано 12 грудня 2018 у Wayback Machine.]          |
| Замбія                           | ZamPost                                                | zampost.com.zm [Архівовано 13 серпня 2015 у Wayback Machine.]         |
| Зімбабве                         | ZimPost                                                | zimpost.co.zw [Архівовано 12 серпня 2015 у Wayback Machine.]          |

## Америка

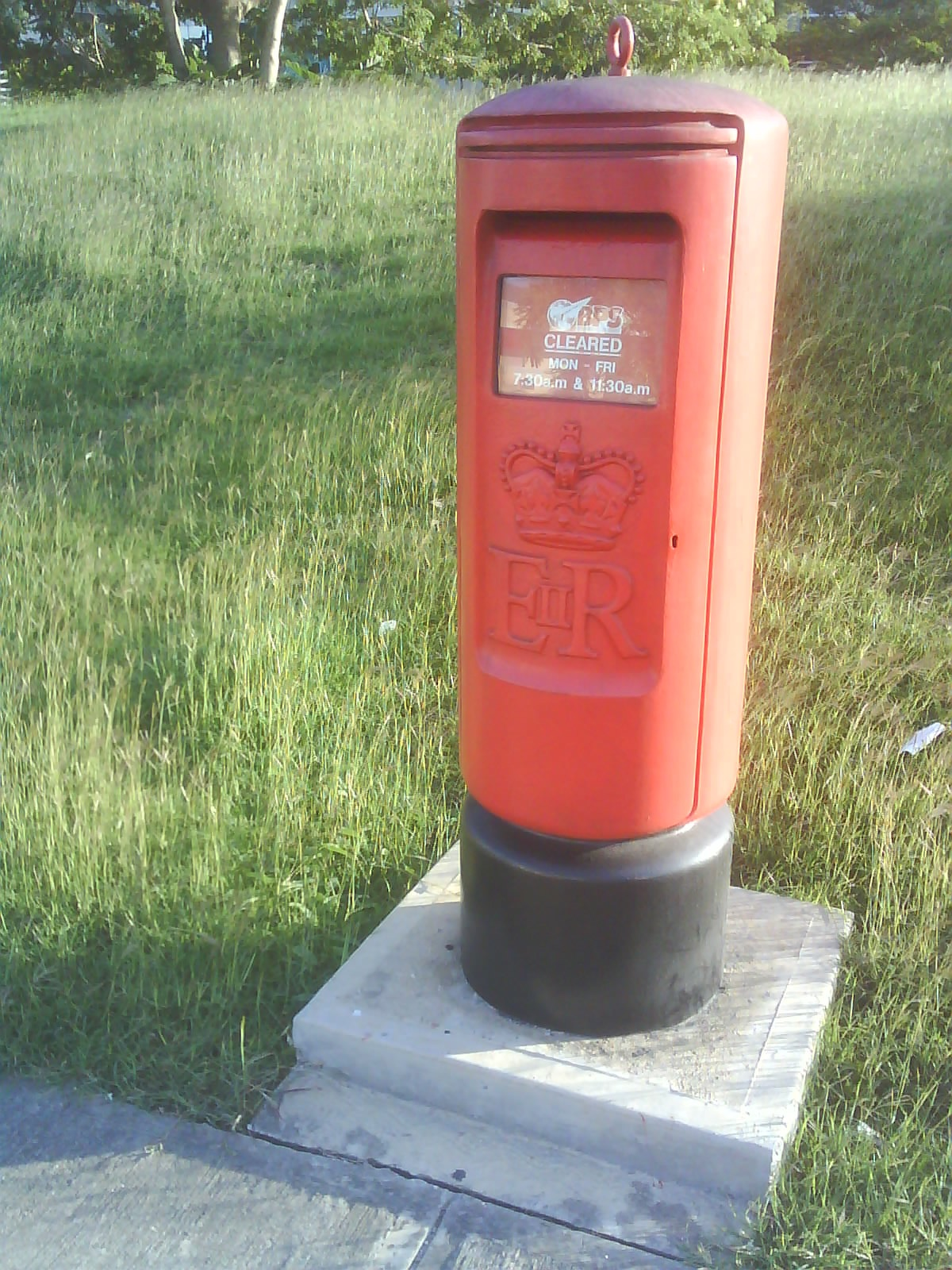
Поштова скринька у Барбадосі

| Країна                   | Компанія                             | Вебсайт |
| ------------------------ | ------------------------------------ | --- |
| Аргентина                | Correo Argentino                     | www.correoargentino.com.ar [Архівовано 1 січня 2019 у Wayback Machine.]                                                           |
| Аруба                    | Post Aruba                           | www.postaruba.com/ [Архівовано 1 січня 2019 у Wayback Machine.]                                                                   |
| Барбадос                 | Barbados Postal Service              | |
| Беліз                    | Belize Postal Service                | www.tristarbelize.com/postoffice/                                                                                                 |
| Болівія                  | Empresa de Correos de Bolivia        | www.correosbolivia.com [Архівовано 29 грудня 2018 у Wayback Machine.]                                                             |
| Бразилія                 | Correios                             | www.correios.com.br [Архівовано 22 лютого 2015 у Wayback Machine.]                                                                |
| Канада                   | Canada Post                          | www.canadapost.ca [Архівовано 3 червня 2008 у Wayback Machine.]/www.postescanada.ca [Архівовано 5 квітня 2008 у Wayback Machine.] |
| Чилі                     | Correos de Chile                     | www.correos.cl [Архівовано 20 грудня 2019 у Wayback Machine.]                                                                     |
| Колумбія                 | Servicios Postales Nacionales (4-72) | www.4-72.com.co [Архівовано 1 січня 2019 у Wayback Machine.]                                                                      |
| Коста-Рика               | Correos de Costa Rica                | www.correos.go.cr [Архівовано 13 жовтня 2019 у Wayback Machine.]                                                                  |
| Куба                     | Correos de Cuba                      | www.correos.cu [Архівовано 1 січня 2019 у Wayback Machine.]                                                                       |
| Домініка                 | Dominican Postal Institute           | publicworks.gov.dm [Архівовано 3 січня 2019 у Wayback Machine.]                                                                   |
| Домініканська Республіка | General Post Office                  | www.inposdom.gob.do [Архівовано 31 грудня 2018 у Wayback Machine.]                                                                |
| Еквадор                  | Correos del Ecuador                  | www.correosdelecuador.gob.ec [Архівовано 19 грудня 2018 у Wayback Machine.]                                                       |
| Сальвадор                | Correos de El Salvador               | www.correos.gob.sv/ |
| Гаяна                    | Guyana Post Office Corporation       | guypost.gy/gpoc [Архівовано 31 грудня 2018 у Wayback Machine.]                                                                    |
| Гондурас                 | Honducor                             | www.honducor.gob.hn [Архівовано 1 січня 2019 у Wayback Machine.]                                                                  |
| Ямайка                   | Postal Corporation of Jamaica        | www.jamaicapost.gov.jm/ [Архівовано 10 травня 2019 у Wayback Machine.]                                                            |
| Мексика                  | Correos de México                    | www.sepomex.gob.mx [Архівовано 3 серпня 2009 у Wayback Machine.]                                                                  |
| Нікарагуа                | Correos de Nicaragua                 | www.correos.gob.ni |
| Панама                   | Correos de Panamá                    | www.correospanama.gob.pa [Архівовано 1 січня 2019 у Wayback Machine.]                                                             |
| Парагвай                 | Correo Nacional Paraguayo            | www.correoparaguayo.gov.py [Архівовано 9 січня 2019 у Wayback Machine.]                                                           |
| Перу                     | Serpost                              | www.serpost.com.pe [Архівовано 29 грудня 2018 у Wayback Machine.]                                                                 |
| Сент-Кіттс і Невіс       | St. Kitts & Nevis Postal Services    | www.post.gov.kn |
| Сент-Люсія               | Saint Lucia Postal Service           | stluciapostal.com [Архівовано 23 грудня 2018 у Wayback Machine.]                                                                  |
| Сент-Вінсент і Гренадини | SVG Postal Corporation               | www.svgpost.gov.vc [Архівовано 7 червня 2016 у Wayback Machine.]                                                                  |
| Суринам                  | Surpost                              | www.surpost.com [Архівовано 1 січня 2019 у Wayback Machine.]                                                                      |
| Тринідад і Тобаго        | TTPost                               | www.ttpost.net [Архівовано 1 січня 2019 у Wayback Machine.]                                                                       |
| Сполучені Штати Америки  | United States Postal Service         | www.usps.com [Архівовано 9 травня 2009 у Wayback Machine.]                                                                        |
| Уругвай                  | Correo Uruguayo                      | www.correo.com.uy |
| Венесуела                | IPOSTEL                              | www.ipostel.gob.ve [Архівовано 3 січня 2019 у Wayback Machine.]                                                                   |

## Азія
| Країна                     | Компанія                                       | Вебсайт |
| -------------------------- | ---------------------------------------------- | --- |
| Афганістан                 | Афганська пошта                                | www.afghanpost.gov.af [Архівовано 1 січня 2019 у Wayback Machine.]                                                  |
| Бахрейн                    | Бахрейнська пошта                              | http://www.customs.gov.bh [Архівовано 6 січня 2017 у Wayback Machine.]                                              |
| Бангладеш                  | Пошта Бангладешу                               | www.bangladeshpost.gov.bd [Архівовано 2 січня 2019 у Wayback Machine.]                                              |
| Бутан                      | Bhutan Postal Corporation Ltd.                 | www.bhutanpost.com.bt [Архівовано 10 січня 2019 у Wayback Machine.]                                                 |
| Бруней                     | Департамент поштових послуг Бахрейну           | www.post.gov.bn [Архівовано 16 травня 2012 у WebCite]                                                               |
| Камбоджа                   | Пошта Камбоджі                                 | cambodiapost.com.kh [Архівовано 2 січня 2019 у Wayback Machine.]                                                    |
| Китай                      | China Post                                     | www.chinapost.gov.cn                                                                                                |
| Гонконг                    | Пошта Гонконгу                                 | www.hongkongpost.com                                                                                                |
| Індія                      | India Post                                     | www.indiapost.gov.in [Архівовано 10 серпня 2011 у Wayback Machine.]                                                 |
| Індонезія                  | Pos Indonesia                                  | www.posindonesia.co.id [Архівовано 15 квітня 2019 у Wayback Machine.]                                               |
| Іран                       | IRI Post                                       | www.post.ir [Архівовано 15 жовтня 2019 у Wayback Machine.]                                                          |
| Ірак                       | Пошта Іраку                                    | www.iraqipost.net [Архівовано 8 березня 2012 у Wayback Machine.]                                                    |
| Ізраїль                    | Пошта Ізраїлю                                  | www.israelpost.co.il [Архівовано 9 лютого 2018 у Wayback Machine.]                                                  |
| Японія                     | Japan Post Holdings                            | www.japanpost.jp [Архівовано 3 грудня 2007 у Wayback Machine.]                                                      |
| Йорданія                   | Пошта Йорданії                                 | www.jordanpost.com.jo [Архівовано 1 січня 2019 у Wayback Machine.]                                                  |
| Казахстан                  | Казпошта                                       | www.kazpost.kz [Архівовано 25 квітня 2015 у Wayback Machine.]                                                       |
| Кувейт                     | Міністерство зв'язку Кувейту                   | moc.kw/post1 |
| Киргизстан                 | Пошта Киргизстану / Kyrgyz Express Post        | kyrgyzpost.kg [Архівовано 6 травня 2014 у Wayback Machine.] / kep.kg [Архівовано 31 грудня 2018 у Wayback Machine.] |
| Ліван                      | LibanPost                                      | www.libanpost.com.lb [Архівовано 19 жовтня 2014 у Wayback Machine.]                                                 |
| Макао                      | Correios de Macau                              | www.macaupost.gov.mo [Архівовано 18 серпня 2007 у Wayback Machine.]                                                 |
| Малайзія                   | Pos Malaysia                                   | www.pos.com.my [Архівовано 2 травня 2021 у Wayback Machine.]                                                        |
| Мальдіви                   | Maldives Post                                  | www.maldivespost.com [Архівовано 31 грудня 2018 у Wayback Machine.]                                                 |
| Монголія                   | Монгол Шуудан                                  | www.mongolpost.mn [Архівовано 1 січня 2019 у Wayback Machine.]                                                      |
| М'янма                     | Myanmar Post and Telecommunications Department | www.mcpt.gov.mm/ptd/                                                                                                |
| Непал                      | Пошта Непалу                                   | www.nepalpost.gov.np [Архівовано 31 грудня 2018 у Wayback Machine.]                                                 |
| КНДР                       | Пошта КНДР                                     | |
| Оман                       | Пошта Оману                                    | www.omanpost.om [Архівовано 1 січня 2019 у Wayback Machine.]                                                        |
| Пакистан                   | Пошта Пакистану                                | www.pakpost.gov.pk [Архівовано 22 вересня 2019 у Wayback Machine.]                                                  |
| Палестина                  | Палестинська пошта                             | www.palpost.ps [Архівовано 4 вересня 2018 у Wayback Machine.]                                                       |
| Філіппіни                  | PHLPost                                        | www.philpost.gov.ph [Архівовано 8 серпня 2013 у Wayback Machine.]                                                   |
| Катар                      | Пошта Катару                                   | qpost.com.qa [Архівовано 22 вересня 2019 у Wayback Machine.]                                                        |
| Саудівська Аравія          | Saudi Post                                     | http://www.sp.com.sa                                                                                                |
| Сінгапур                   | Singapore Post                                 | www.singpost.com [Архівовано 11 лютого 2011 у Wayback Machine.]                                                     |
| Республіка Корея           | Korea Post                                     | www.koreapost.go.kr [Архівовано 2 вересня 2013 у Wayback Machine.]                                                  |
| Шрі-Ланка                  | Sri Lanka Post                                 | www.slpost.gov.lk [Архівовано 19 грудня 2018 у Wayback Machine.]                                                    |
| Сирія                      | Сирійська пошта                                | www.syrianpost.gov.sy [Архівовано 31 грудня 2018 у Wayback Machine.]                                                |
| Тайвань                    | Chunghwa Post                                  | www.post.gov.tw [Архівовано 21 серпня 2008 у Wayback Machine.]                                                      |
| Таїланд                    | Пошта Таїланду                                 | www.thailandpost.com [Архівовано 5 жовтня 2018 у Wayback Machine.]                                                  |
| Туркменістан               | Туркменпошта                                   | www.turkmenpost.gov.tm [Архівовано 30 жовтня 2015 у Wayback Machine.]                                               |
| Об'єднані Арабські Емірати | Empost                                         | www.empostuae.com [Архівовано 14 вересня 2018 у Wayback Machine.]                                                   |
| Узбекистан                 | Узбекистан почтаси                             | www.pochta.uz [Архівовано 20 січня 2022 у Wayback Machine.]                                                         |
| В'єтнам                    | Vietnam Post Corporation                       | www.vnpost.vn [Архівовано 26 квітня 2016 у Wayback Machine.]                                                        |
| Ємен                       | Пошта Ємену                                    | www.post.ye [Архівовано 4 березня 2012 у Wayback Machine.]                                                          |

## Європа

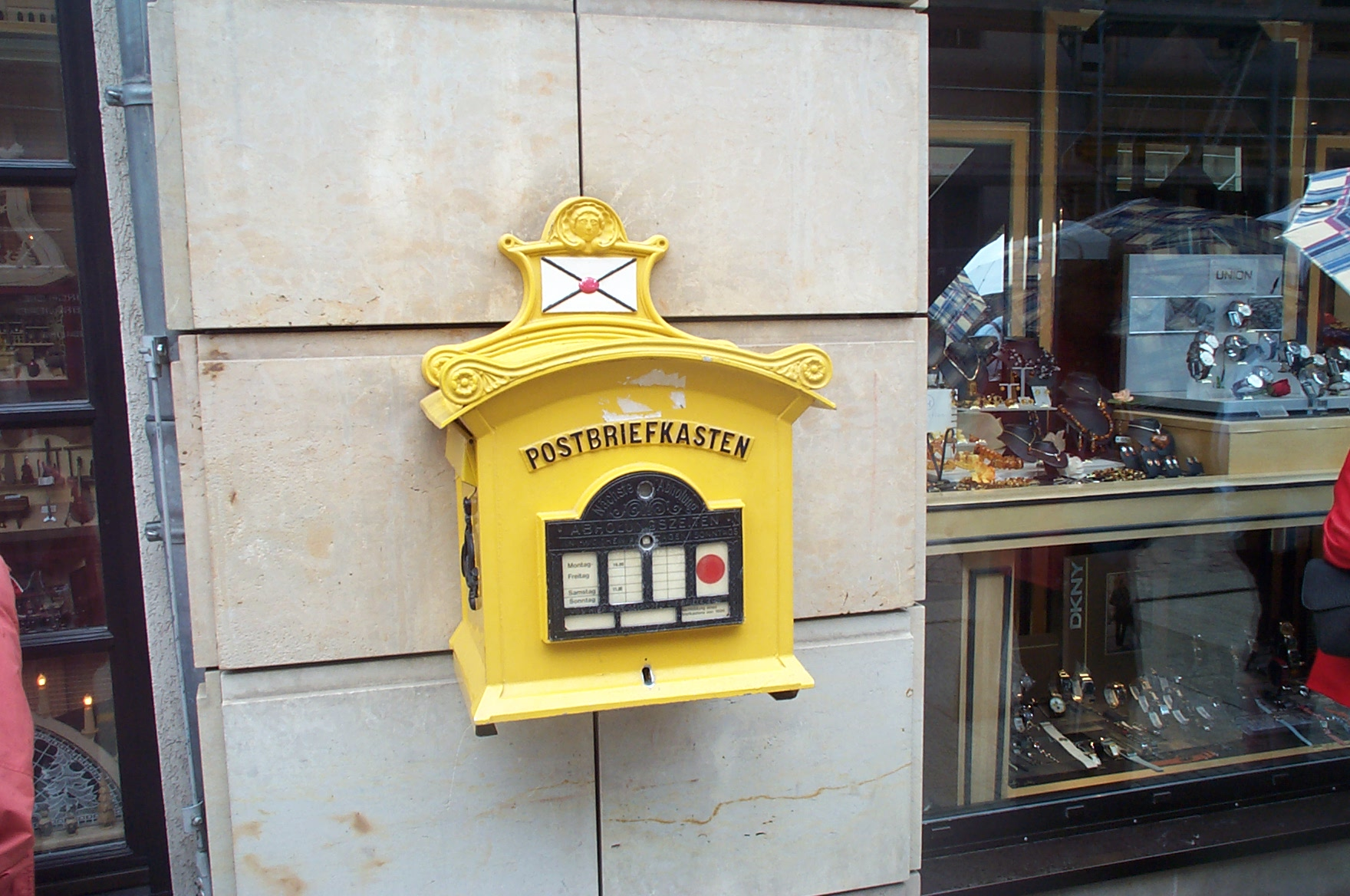
Поштова скринька в історичній частині Дрездена, Німеччина

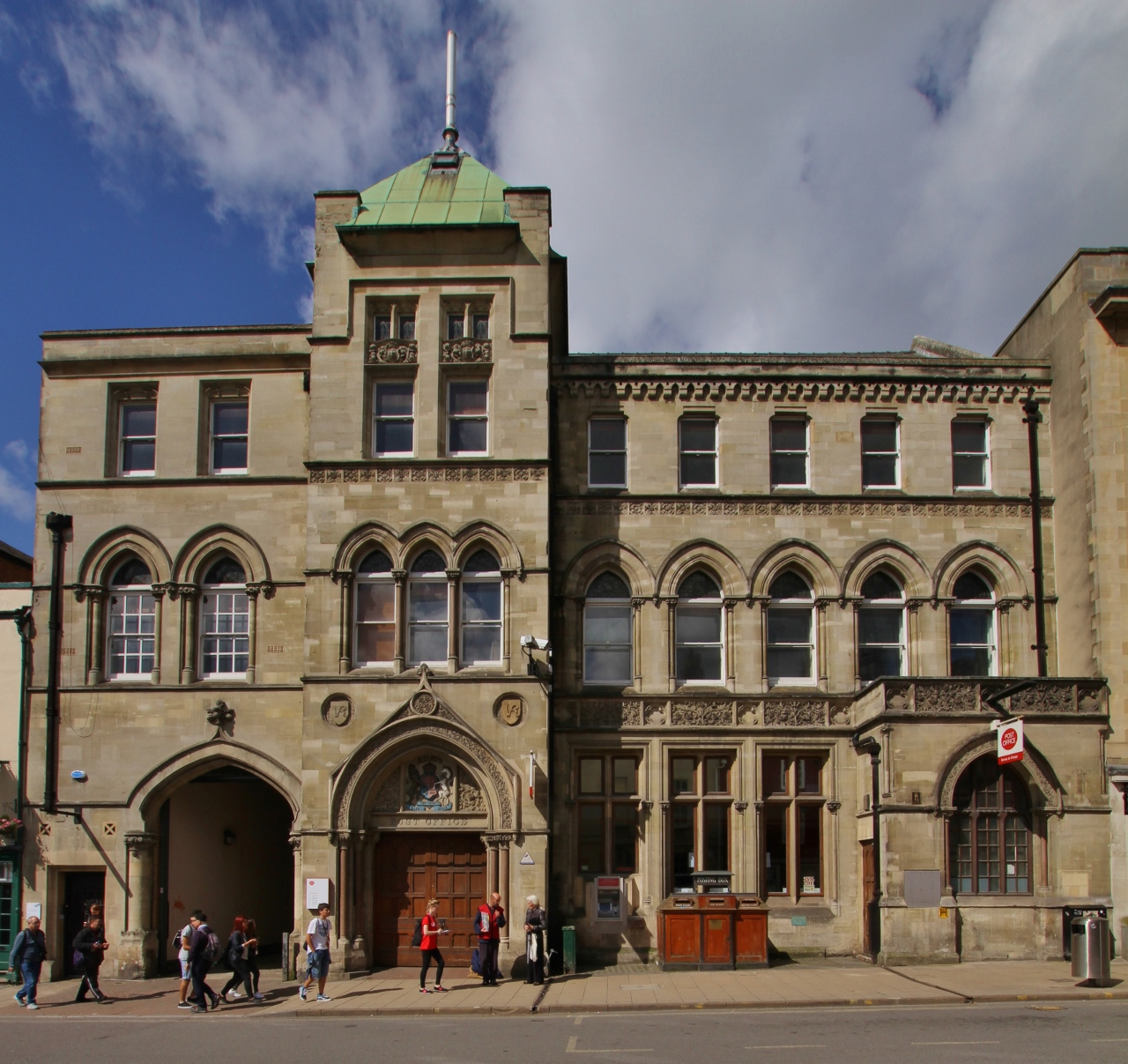
Поштове відділення в Оксфорді, Англія

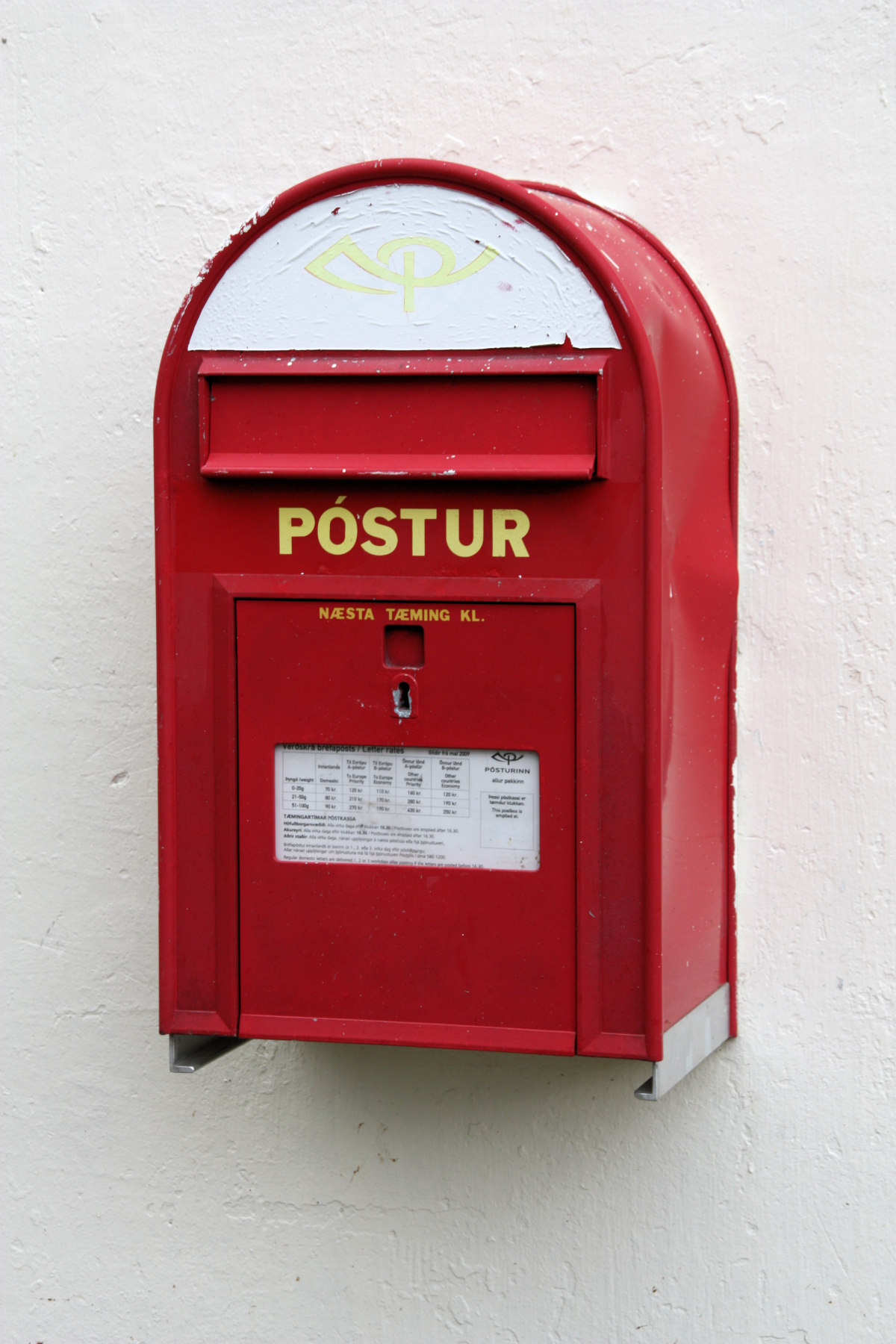
Поштова скринька в Ісландії

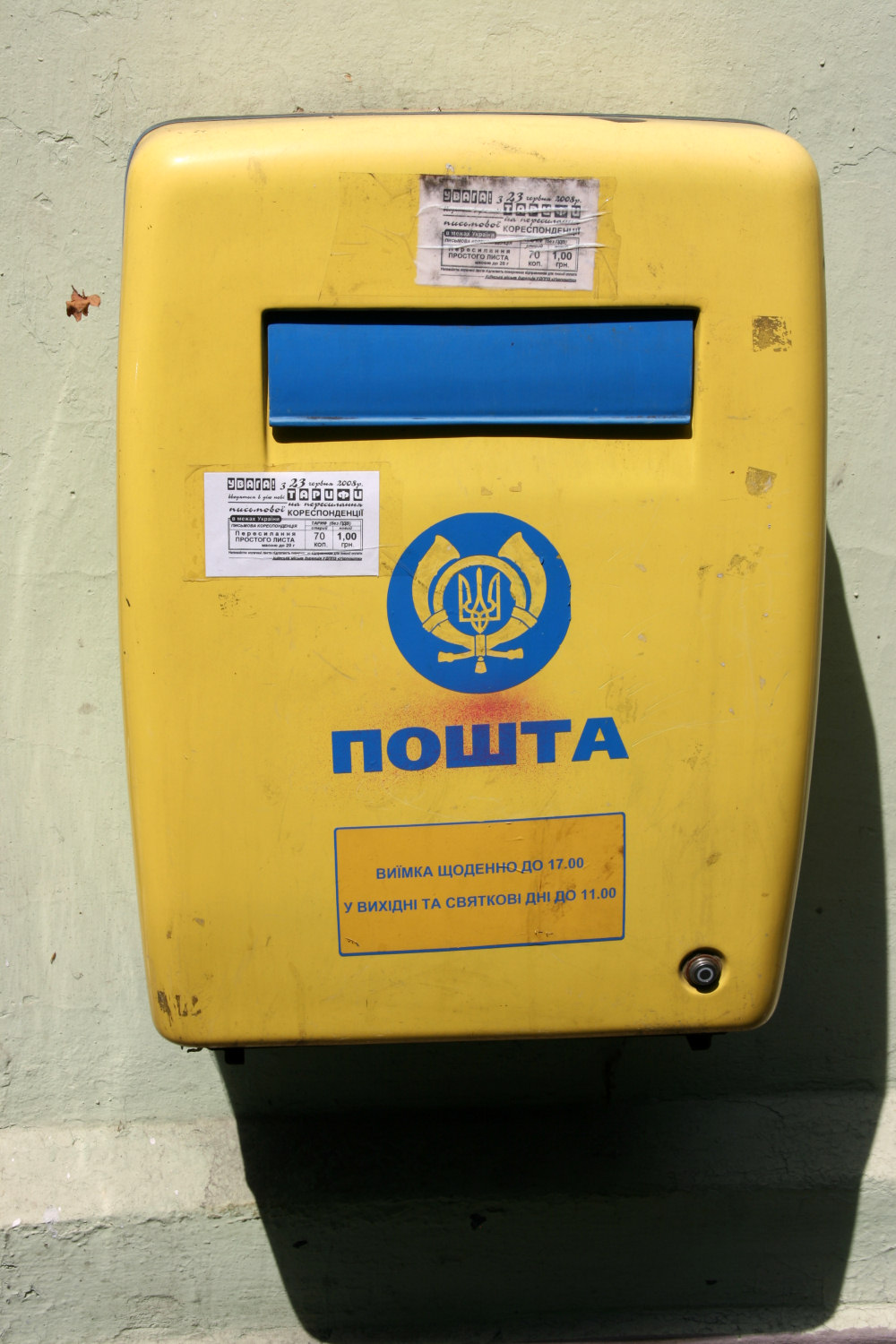
Поштова скринька в Україні

| Країна                        | Компанія                                    | Вебсайт |
| ----------------------------- | ------------------------------------------- | --- |
| Аландські острови (Фінляндія) | Åland Post                                  | www.alandpost.ax/ [Архівовано 19 грудня 2018 у Wayback Machine.] |
| Албанія                       | Posta Shqiptare                             | www.postashqiptare.al [Архівовано 1 січня 2019 у Wayback Machine.] |
| Вірменія                      | HayPost                                     | www.haypost.am [Архівовано 12 березня 2013 у Wayback Machine.] |
| Австрія                       | Österreichische Post                        | www.post.at [Архівовано 14 жовтня 2008 у Wayback Machine.] |
| Азербайджан                   | Azərpoçt                                    | www.azerpost.az [Архівовано 7 вересня 2009 у Wayback Machine.] |
| Білорусь                      | Белпошта                                    | www.belpost.by [Архівовано 18 червня 2009 у Wayback Machine.] |
| Бельгія                       | Bpost                                       | www.post.be [Архівовано 11 грудня 2004 у Wayback Machine.] |
| Боснія і Герцеговина          | BH Pošta/Hrvatska Pošta Mostar\Pošte Srpske | www.posta.ba [Архівовано 31 грудня 2018 у Wayback Machine.]/www.post.ba [Архівовано 4 лютого 2022 у Wayback Machine.]/www.postesrpske.com [Архівовано 13 січня 2010 у Wayback Machine.] |
| Болгарія                      | Болгарська пошта                            | www.bgpost.bg [Архівовано 31 грудня 2018 у Wayback Machine.] |
| Хорватія                      | Hrvatska pošta                              | www.posta.hr [Архівовано 22 лютого 2011 у Wayback Machine.] |
| Кіпр                          | Пошта Кіпру                                 | www.mcw.gov.cy/mcw/dps/dps.nsf |
| Чехія                         | Česká pošta                                 | www.cpost.cz [Архівовано 2 грудня 1998 у Wayback Machine.] |
| Данія                         | PostNord Danmark                            | www.postdanmark.dk [Архівовано 2 січня 2014 у Wayback Machine.] |
| Естонія                       | Omniva                                      | www.omniva.ee [Архівовано 30 грудня 2018 у Wayback Machine.] |
| Фарерські острови (Данія)     | Пошта Фарерських островів                   | www.posta.fo [Архівовано 3 січня 2019 у Wayback Machine.] |
| Фінляндія                     | Posti                                       | www.posti.fi [Архівовано 8 травня 2012 у WebCite] |
| Франція                       | La Poste                                    | www.laposte.fr [Архівовано 18 квітня 2021 у Wayback Machine.] |
| Грузія                        | Грузинська Пошта                            | www.georgianpost.ge [Архівовано 31 грудня 2018 у Wayback Machine.] |
| Німеччина                     | Deutsche Post                               | www.deutschepost.de [Архівовано 28 березня 2009 у Wayback Machine.] |
| Гібралтар (Велика Британія)   | Royal Gibraltar Post Office                 | www.gibraltar.gov.gi/postal-a-philatelic |
| Греція                        | Грецька пошта                               | www.elta.gr [Архівовано 3 травня 2012 у Wayback Machine.] |
| Гренландія                    | Post Greenland                              | www.post.gl/ [Архівовано 16 січня 2016 у Wayback Machine.] |
| Гернсі (Велика Британія)      | Guernsey Post                               | guernseypost.com [Архівовано 11 січня 2019 у Wayback Machine.] |
| Угорщина                      | Magyar Posta                                | www.posta.hu [Архівовано 6 грудня 2012 у Wayback Machine.] |
| Ісландія                      | Íslandspóstur                               | www.postur.is [Архівовано 1 січня 2019 у Wayback Machine.] |
| Ірландія                      | An Post                                     | www.anpost.ie [Архівовано 30 січня 2012 у WebCite] |
| Острів Мен (Велика Британія)  | Isle of Man Post Office                     | www.gov.im/post |
| Італія                        | Poste italiane                              | www.poste.it [Архівовано 1 січня 2019 у Wayback Machine.] |
| Джерсі (Велика Британія)      | Jersey Post                                 | www.jerseypost.com [Архівовано 19 грудня 2018 у Wayback Machine.] |
| Косово                        | Posta e Kosovës                             | www.postakosoves.com |
| Латвія                        | Latvijas Pasts                              | http://www.pasts.lv/ [Архівовано 28 листопада 2004 у Wayback Machine.] |
| Ліхтенштейн                   | Liechtensteinische Post                     | www.post.li [Архівовано 23 червня 2017 у Wayback Machine.] |
| Литва                         | Lietuvos paštas                             | www.post.lt [Архівовано 1 січня 2019 у Wayback Machine.] |
| Люксембург                    | Post Luxembourg                             | www.post.lu [Архівовано 21 грудня 2018 у Wayback Machine.] |
| Північна Македонія            | Македонска пошта                            | www.posta.com.mk [Архівовано 2 січня 2019 у Wayback Machine.] |
| Мальта                        | MaltaPost                                   | www.maltapost.com [Архівовано 3 липня 2008 у Wayback Machine.] |
| Молдова                       | Poșta Moldovei                              | www.posta.md [Архівовано 2 травня 2020 у Wayback Machine.] |
| Монако                        | La Poste Monaco                             | www.lapostemonaco.mc [Архівовано 31 грудня 2018 у Wayback Machine.] |
| Чорногорія                    | Pošta Crne Gore                             | www.postacg.me [Архівовано 5 грудня 2008 у Wayback Machine.] |
| Нідерланди                    | PostNL                                      | www.postnl.nl [Архівовано 31 грудня 2018 у Wayback Machine.] |
| Норвегія                      | Posten                                      | www.posten.no [Архівовано 11 травня 2012 у WebCite] |
| Польща                        | Poczta Polska                               | www.poczta-polska.pl [Архівовано 4 грудня 2008 у Wayback Machine.] |
| Португалія                    | Correios de Portugal                        | www.ctt.pt [Архівовано 10 лютого 2016 у Wayback Machine.] |
| Румунія                       | Poșta Română                                | www.posta-romana.ro [Архівовано 12 грудня 2018 у Wayback Machine.] |
| Росія                         | Пошта Росії                                 | www.russianpost.ru |
| Сан-Марино                    | Poste sammarinesi                           | www.sanmarinostate.com/informazioni/poste.htm |
| Сербія                        | Pošta Srbije                                | www.posta.rs [Архівовано 31 грудня 2018 у Wayback Machine.] |
| Словаччина                    | Slovenská pošta                             | www.posta.sk [Архівовано 19 грудня 2018 у Wayback Machine.] |
| Словенія                      | Pošta Slovenije                             | www.posta.si [Архівовано 28 серпня 2016 у Wayback Machine.] |
| Іспанія                       | Correos                                     | www.correos.es [Архівовано 12 вересня 2017 у Wayback Machine.] |
| Швеція                        | PostNord                                    | www.postnord.se [Архівовано 19 грудня 2018 у Wayback Machine.] |
| Швейцарія                     | Швейцарська пошта                           | www.post.ch [Архівовано 7 травня 2015 у Wayback Machine.]/www.poste.ch [Архівовано 22 грудня 2014 у Wayback Machine.]/www.posta.ch [Архівовано 7 липня 2011 у Wayback Machine.]         |
| Туреччина                     | PTT                                         | www.ptt.gov.tr [Архівовано 14 березня 2007 у Wayback Machine.] |
| Велика Британія               | Royal Mail                                  | www.royalmail.com [Архівовано 3 червня 2013 у WebCite] |
| Україна                       | Укрпошта                                    | www.ukrposhta.com [Архівовано 12 лютого 2012 у WebCite] |
| Ватикан                       | Пошта Ватикану                              | www.vaticanstate.va/IT/Servizi/Poste_Vaticane |

## Океанія

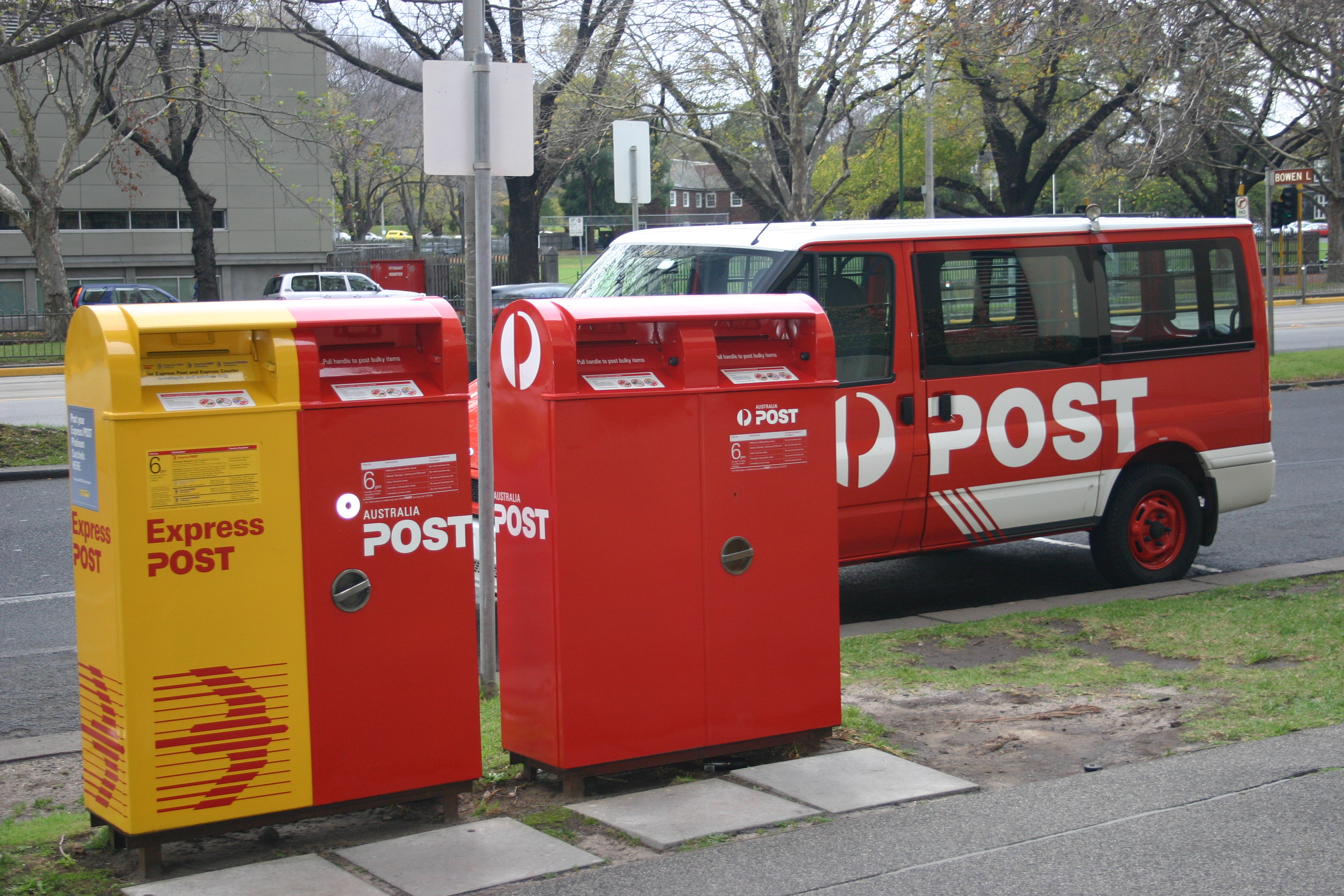
Поштові скриньки для експрес (жовті) та звичайної (червоні) пошти в Австралії

| Країна             | Компанія                       | Вебсайт                                                           |
| ------------------ | ------------------------------ | ----------------------------------------------------------------- |
| Австралія          | Australia Post                 | auspost.com.au [Архівовано 31 грудня 2018 у Wayback Machine.]     |
| Фіджі              | Post Fiji                      | postfiji.com.fj [Архівовано 1 січня 2019 у Wayback Machine.]      |
| Кірибаті           | Kiribati Public Service Public | pso.gov.ki [Архівовано 1 січня 2019 у Wayback Machine.]           |
| Науру              | Nauru General Post Office      | naurugov.nr                                                       |
| Нова Зеландія      | New Zealand Post               | nzpost.co.nz [Архівовано 20 грудня 2018 у Wayback Machine.]       |
| Папуа Нова Гвінея  | Post PNG                       | postpng.com.pg [Архівовано 1 січня 2019 у Wayback Machine.]       |
| Самоа              | Samoa Post                     | samoapost.ws [Архівовано 1 січня 2019 у Wayback Machine.]         |
| Соломонові Острови | Solomon Post                   | solomonpost.com.sb [Архівовано 31 грудня 2018 у Wayback Machine.] |
| Тонга              | Tonga Post                     | tongapost.to [Архівовано 24 грудня 2018 у Wayback Machine.]       |
| Вануату            | Vanuatu Post                   | vanuatupost.vu [Архівовано 1 січня 2019 у Wayback Machine.]       |